# Т-72АМТ
Т-72АМТ — українська глибока модернізація танків Т-72 від Київського бронетанкового заводу.

## Історія
Проєкт модернізації було розроблено на КБТЗ. У 2018 році відбувались випробування танка.
Протягом 2020—2021 до ЗСУ було передано деяку кількість модернізованих Т-72, серед яких були також і Т-72АМТ. За підрахунками «Мілітарного», публічно було заявлено про передачу близько 8 одиниць АМТ протягом лютого — квітня того року.
Станом на початок 2022 року, Україна виробила щонайменше 47 одиниць.

## Варіанти

### Варіант зразка 2018 року
Т-72АМТ передбачає такі покращення:
- прилад нічного бачення 3-го покоління;
- Камера заднього виду;
- новий приціл 1К13-49[8] з можливістю вести вогонь протитанковими керованими ракетами «Комбат»;
- Встановлено двигун В-84-1 замість В-46 , що покращило ходові якості танка;
- Захищеність посилено встановленням динамічного захисту «Ніж»[8], який здатен ефективно протидіяти як кумулятивним так і кінетичним боєприпасам. Також встановлено протикумулятивні решітки на деяких танках[9];
- радіостанція Aselsan або «Либідь-К-2РБ»[8];
- навігаційна система СН-3003 «Базальт»;
- гусениці з паралельною системою шарнірів, ведучі котки та відкидні щитки над ними за типом сімейства Т-80;
- дистанційна зенітна кулеметна установка, аналогічна такій на Т-64[8];

### Варіант зразка 2022 року
У березні 2023 року на злагодженні 3 «Залізної» ОТБр було помічено «мобілізаційний» варіант танка, що відрізняється від основної версії рядом покращень та спрощень:
- відсутній ІЧ-прожектор «Луна», ймовірно, завдяки встановленню більш сучасного нічного приціла, що не потребує підсвічування — наприклад, ТПН-1-49-23УМ;
- стандартна для Т-72 кулеметна установка відкритого типу;
- стандартні для Т-72 гусениці з послідовною системою шарнірів;

Можливо, ця модель є оновленням старих Т-72А та Т-72М1. Перші знаходились на зберіганні в Україні та могли бути відновлені, а другі було передано Польщею та Чехією в рамках МТД.

## Бойове застосування
Танк взяв участь у бойових діях під час російського вторгнення в Україну з 2022 року. Відомо про втрату близько 15 одиниць станом на квітень 2023 року.
У квітні 2023 року стало відомо про те, що Т-72АМТ надійшли до відродженої 22 ОМБР.

## Оператори
- Україна:
  - Сухопутні війська України, 47 од. (початок 2022).[7]

## Галерея

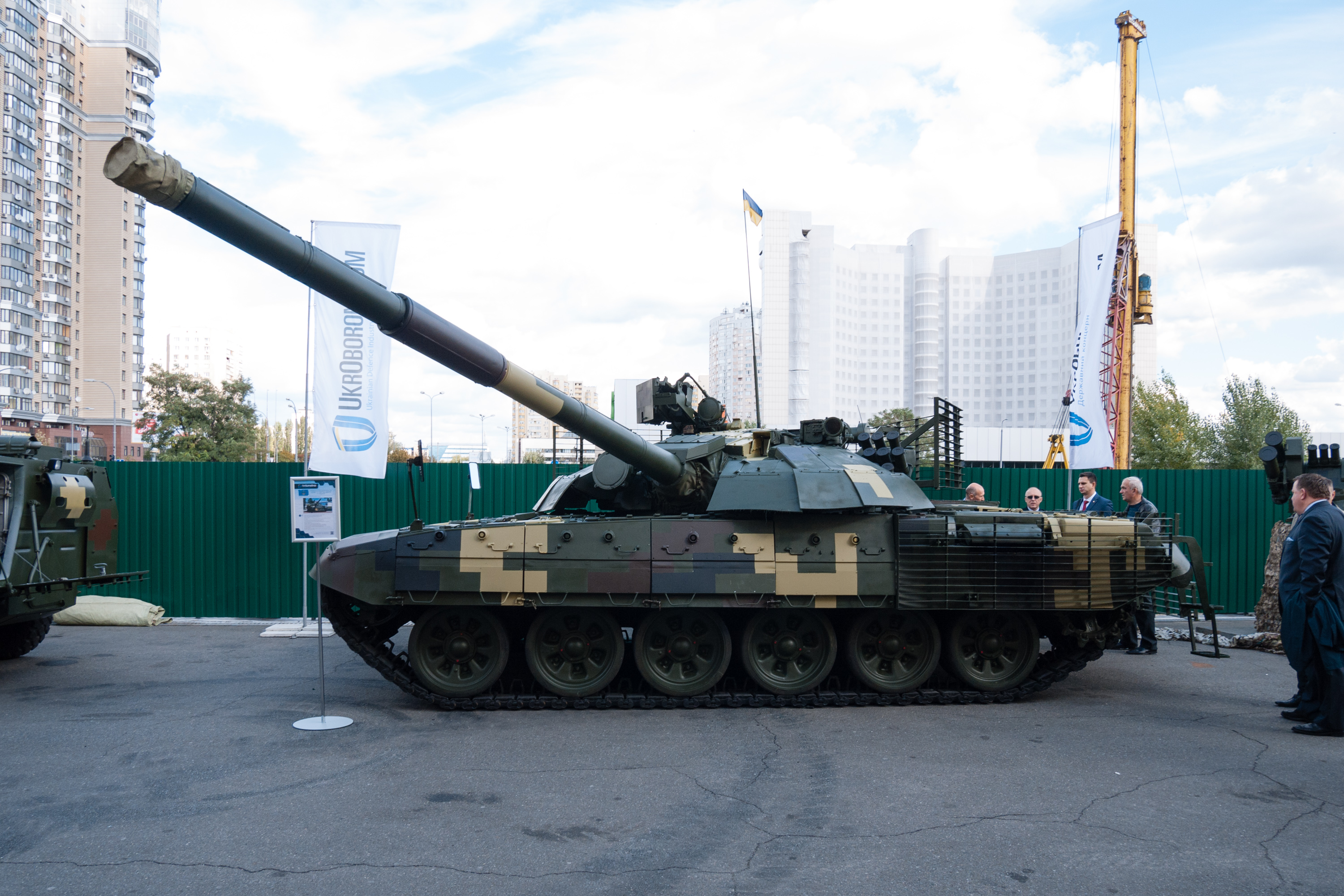
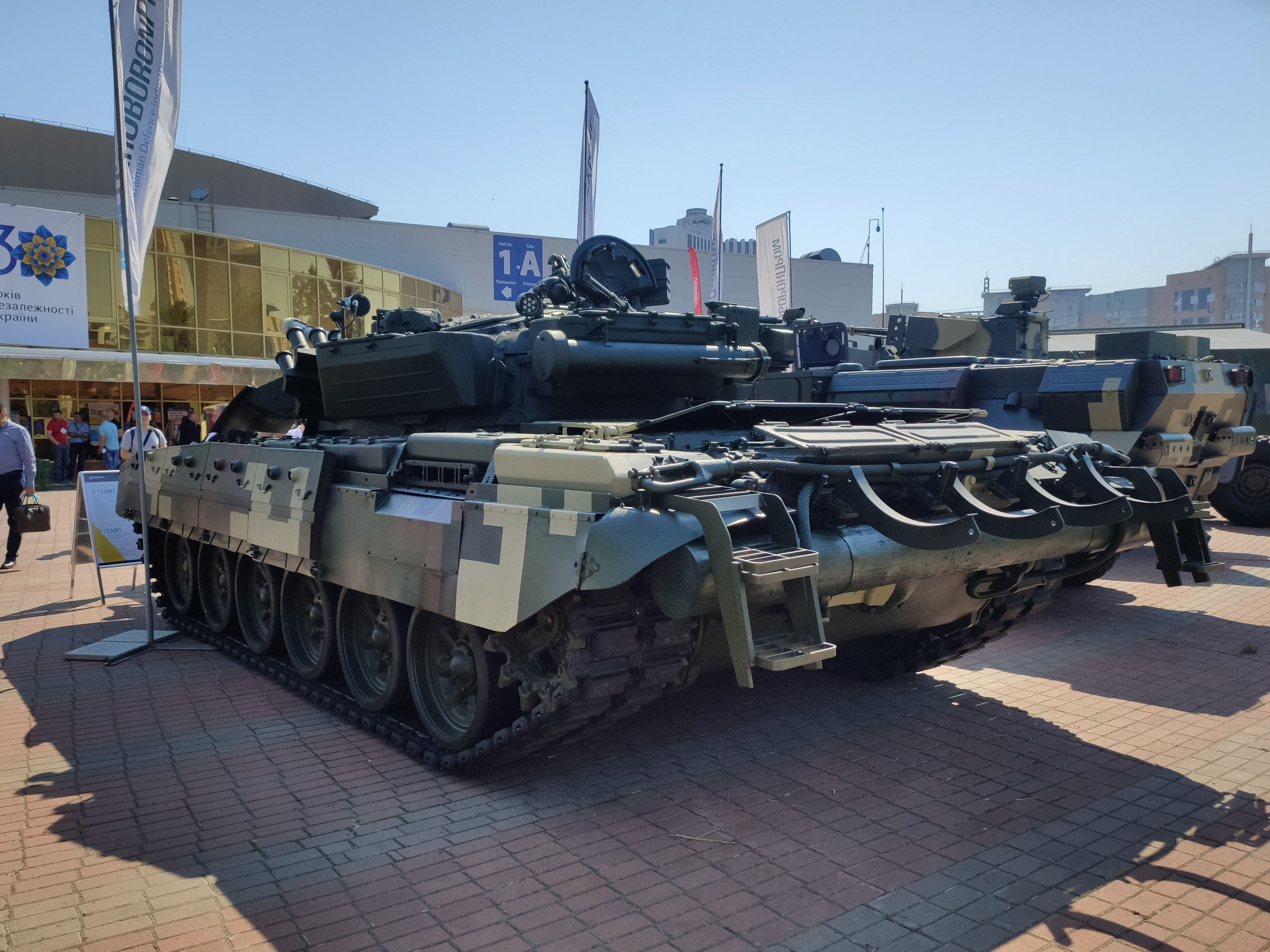

### Відео
- Промовідео від Укроборонпрому
- Бойове злагодження 3 ОТБр та 22 батальйону окремого президентського полку